# 費爾柴德希勒FH-1100
Fairchild Hiller FH-1100是一款由費爾柴德希勒研製的輕型直升機。該機最初的型號為Model 1100作為該公司美國陸軍輕型觀察直升機(LOH)的競爭產品。隨後，該機成為進入下一階段的機種之一，並命名為Hiller YOH-5。原型機於1963年1月21日首飛。然而，在經過大量的測試與討論後，陸軍最終於1965年選擇休斯直升機的OH-6A 卡尤斯直升機。
1964年，仙童發動機與飛機公司收購希勒飛機公司後不久，該公司決定將Model 1100（市售名稱為FH-1100）作為主力產品之一，尋求國際上的其他買家。FH-1100隨後於1973年結束量產，而後雖於1980年代短暫重啟產線，但也於不久後再次關閉產線。此型號證書目前由森楚里的FH1100製造公司持有。

## 發展

### 背景

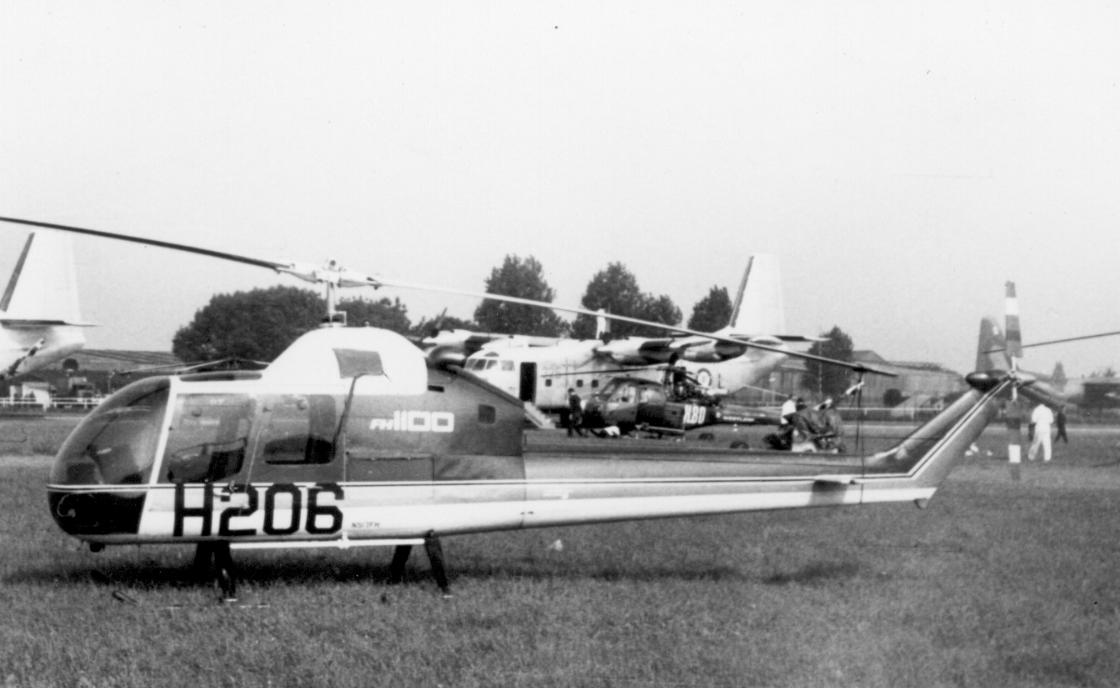
一架展示於1967年巴黎國際航空太空展的FH-1100

在1940年代和1950年代，希勒公司成為早期直升機產業的領軍者之一，其主要產品為Hiller Model 360。 1960年，希勒與Electra Corporation合併，並擴大了其生產規模。同時，1960年10月，美國陸軍發布了輕型觀察直升機計畫(LOH)的徵求建議書。幾個月後，希勒與包括貝爾直升機和休斯直升機在內的其他12家公司一同競爭該計畫。

希勒的方案為Model 1100。 所有提交的資訊均由美國海軍的團隊進行評估，該團隊推薦了Model 1100，最終其在1961年5月成為進入測試階段的三家廠商之一。因此，陸軍正式將Model 1100命名為Hiller YOH-5。並於1961年11月，正式開啟YOH-5的詳細設計工程。

1963年1月21日，YOH-5的原型機進行首次飛行。希勒總共生產了五架飛機，並交付給美國陸軍，並於1963年在阿拉巴馬州拉克營進行更詳細的測試和評估演習。陸軍在對這三家公司的設計性能以及規格進行評估要求後，貝爾 YOH-4首先被汰除，而希勒和休斯則在項目成本分析階段競爭以獲得生產合約。1965年，由於休斯的成本低於希勒提交的方案，陸軍最終選擇了休斯的YOH-6。 儘管希勒對此提出正式抗議，但他們的方案還是被取消，而休斯獲得了OH-6A 卡尤斯直升機的生產合約。

### 尋求市場
1967年，由於OH-6的製造成本飆升，美國陸軍於是選擇重新開啟LOH項目。. 然而，這次費爾柴德決定不再參與此次競標，並且將專注於民用市場的客戶。 甚至在LOH計劃重新開放投標之前，希勒就決定繼續開發Model 1100，並且編號為FH-1100。
1964年，費爾柴德收購了希勒，更名為費爾柴德-希勒 (Fairchild-Hiller)。合併後，公司決定將資源全部投入到FH-1100 上。FH-1100當時的主要競爭者為貝爾206直升機，然而由於其採用的Allison Model 250渦輪軸發動機有設計缺陷，導致FH-1000的銷量一直不如貝爾206。
1973年，由於缺乏訂單，FH-1100停止生產。而旋翼機的使用權由希勒飛機公司取得；雖然已做好恢復批量生產的準備，但繁重的公司業務使得此計畫最終也是不了了之。1984年4月，羅傑森飛機公司收購了希勒，並更名為羅傑森直升機公司(Rogerson Hiller Helicopters)為名，並在四年內生產了五架FH-1100。該公司還計劃開發衍伸型號。2000年，FH1100製造公司購買了型號合格證。在接下來的幾年中，FH1100製造公司宣布恢復恢復製造FH-1100。據報道，該計畫將包括更新和重新設計各種部件，例如旋翼葉片、機頭和駕駛艙。 此外，該公司也為現有 FH-1100 的操作員提供支援和培訓服務。

### 設計
費爾柴德希勒FH-1100是一款單引擎、雙槳旋翼輕型直升機。該機具有寬大的駕駛艙玻璃，可提供良好的外部視野，並能搭在四名乘客。Fh-1000的內部設計適合各種用途，從一開始希勒就將其定位為通用直升機。FH-1100配備滑移起落架，適合嚴峻或惡劣的野外作業。
FH-1100使用1具Allison 250-C18渦輪軸發動機，功率高達317shp(236 kW)的功率；與同時代的活塞動力引擎相比，具有更強悍的性能。然而，與類似尺寸的貝爾206直升機相比，儘管使用相同的發動機，FH-1100 的連續最高速度較低，承載能力也較低。相較於貝爾206，FH-1100則具有購買成本更便宜以及包含穩定性增強系統等優點。FH-1100還具有相較於同級別直升機更高的懸停高度。，同時也更易於維護。

## 型號
Hiller Model 1100
四座原型機版本，裝配一具Allison 250-C10
FH-1100
5座民用版本，裝配1具Allison 250-C18，後來改採用Allison 250-C20B發動機，共246架
RH-1100A Pegasus
升級的民用版本，由Rogerson Hiller Helicopters製造
RH-1100M
升級的軍事使用版本，由Rogerson Hiller Helicopters製造
YOH-5A
美國陸軍測試的版本，共5架，裝配1具250shpAllison T-63-A-5發動機

## 用戶
阿根廷
- 阿根廷陸軍航空兵（英语：Argentine Army Aviation） -共9架，而後全部交給憲兵使用[18][19]
- 阿根廷國家憲兵[20]

 巴西
- PCERJ（英语：Civil Police of Rio de Janeiro State）[21]
- 巴西空軍[22]
- 巴西海軍 -1968–1977交付6架[20][22]

 加拿大
- CHC直升機公司（英语：CHC Helicopter）[23]

- 厄瓜多爾空軍（英语：Ecuadorian Air Force）-1架[20][24]

 薩爾瓦多
- 薩爾瓦多空軍（英语：El Salvador Air Force）- 2架[25][26]

 巴拿马
- 巴拿馬軍事 -3架[25][27]

 泰國
- 泰國皇家警察 -16架[25]

 美国
- 巴爾的摩警察局[28]
- 加利福尼亞州公路巡邏隊[29]
- 納蘇縣警察部門（英语：Nassau County Police Department）[30]

### 註解
1. ↑  Taylor, John W.R. (编).  57th. London, UK: Sampson Low, Marston & Co. Ltd. 1966: 242.
2. ↑   (PDF). Federal Aviation Administration.   [17 April 2007]. （原始内容存档 (PDF)于2021-08-05）.
3. ↑  .   [2024-03-08]. （原始内容存档于2016-03-03）.
4. 1 2 3 4 5 6  McGowen 2005, p. 113.
5. ↑  Remington, Steve. . CollectAir. （原始内容存档于6 October 2006）. 外部链接存在于|publisher= (帮助)
6. ↑  Spangenberg, George A. Judith Spangenberg-Currier , 编. .
7. ↑  Beechy, Robert. . Uncommon Aircraft 2006. 18 November 2005. （原始内容存档于18 November 2006）.
8. ↑  . GlobalSecurity.org.   [2024-03-08]. （原始内容存档于2008-05-17）.
9. 1 2 3 4  Harding, Stephen. . Atglen, PA, USA: Schiffer Publishing Ltd. 1997: 148. ISBN 076430190X.
10. ↑  Blodget, Robert. . Flying. Vol. 77 no. 4. October 1965: 64  [2024-03-08]. ISSN 0015-4806. （原始内容存档于2024-03-08）.
11. ↑  McGowen 2005, p. 112.
12. ↑  Hirschberg, Michael J.; Daley, David K. . 7 July 2000. （原始内容存档于27 September 2006）.
13. ↑  Weeghman, Richard B. . Flying. Vol. 84 no. 3. March 1969: 68  [2024-03-08]. ISSN 0015-4806. （原始内容存档于2024-03-08）.
14. ↑  . American Helicopter Society. 1992: 54–56  [2024-03-08]. （原始内容存档于2024-03-08）.
15. ↑  . flightglobal.com. 20 December 2005.
16. ↑  . flightglobal.com. 14 November 2006.
17. 1 2 3 4 5  . Flying. Vol. 80 no. 2. February 1967: 39  [2024-03-08]. ISSN 0015-4806. （原始内容存档于2024-03-08）.
18. ↑  Best Air-Britain Archive September 2014, pp. 119–120.
19. ↑  . Flight International (flightglobal.com). 24 June 1971: 924  [12 March 2013]. （原始内容存档于16 June 2018）.
20. 1 2 3  Best Air-Britain Archive September 2014, p. 120.
21. ↑  Best Air-Britain Archive September 2014, p. 117.
22. 1 2  . Flight International (flightglobal.com). 24 June 1971: 925  [4 August 2018]. （原始内容存档于17 July 2018）.
23. ↑  . Flight International (flightglobal.com). 11 July 1968: 50  [12 March 2013]. （原始内容存档于26 July 2019）.
24. ↑  . Flight International (flightglobal.com). 24 June 1971: 927  [12 March 2013]. （原始内容存档于22 January 2018）.
25. 1 2 3  Best Air-Britain Archive September 2014, p. 121.
26. ↑  Corum, James S. . Airpower Journal. Summer 1998  [21 April 2007]. （原始内容存档于2 February 2007）.
27. ↑  . Flight International (flightglobal.com). 28 August 1975: 307  [12 March 2013]. （原始内容存档于4 April 2019）.
28. ↑  Best Air-Britain Archive September 2014, p. 118.
29. ↑  . Flight International (flightglobal.com). 10 August 1972: 204  [12 March 2013]. （原始内容存档于30 September 2014）.
30. ↑  . Flight International (flightglobal.com). 10 August 1972: 210  [12 March 2013]. （原始内容存档于22 January 2018）.

### 書目
- Apostolo, Giorgio. . New York: Bonanza Books. 1984. ISBN 0-517-43935-2.
- Best, Martin S. . Air-Britain Archive. September 2013: 107–122. ISSN 0262-4923.
- Donald, David. . New York: Barnes & Noble Books. 1998. ISBN 0-7607-0592-5. OCLC: 52598955.
- Jackson, Paul; Peacock, Lindsay T.; Munson, Kenneth (编). . Couldson, Surrey, UK: Jane's Information Group. 2004. ISBN 0-7106-2614-2.
- McGowen, Stanley S. . ABC-CLIO. 2005. ISBN 978-1-85109-468-4.
- Munson, Kenneth. . New York: Macmillan. 1969. ISBN 0-7137-0610-4. OCLC 218444.
- Taylor, John W. R. . London, UK: Sampson Low, Marston & Company. 1966.
- Taylor, John W. R. (编). . London, UK: Jane's Yearbooks. 1971. ISBN 0-354-00094-2.

## 外部連結
- FH1100 Manufacturing （页面存档备份，存于）, current Type Certificate holder.
- RH-1100 Hornet at airwar.ru （页面存档备份，存于）
- FAA Type Certificate[永久]